# Technobabylon
Technobabylon est un jeu vidéo d'aventure en pointer-et-cliquer développé par Technocrat Games et édité par Wadjet Eye Games, sorti en 2015 sur Windows.

## Accueil
- Adventure Gamers : 4/5[1]
- GameSpot : 8/10[2]